# Buraufossestadion
Het Buraufossestadion (Frans: Stade de Buraufosse) is een voetbalstadion in de Belgische gemeente Tilleur en was het stadion van Tilleur FC en RFC de Liège. Het voetbalstadion wordt tegenwoordig door de nieuwe fusieclub FC Tilleur bespeeld. Het stadion was ooit gebouwd met een capaciteit voor 24.000 toeschouwers. Door veiligheidsredenen en verbouwingen is de capaciteit teruggebracht naar 11.000. Vandaag is dit een louter theoretische capaciteit.

## Geschiedenis
In 1958 kocht de luchtvaartdivisie van Cockerill de gronden van het Stade du Pont d'Ougrée op, om haar fabrieksterreinen uit te breiden. Het Stade du Pont d'Ougrée was de thuisbasis van Tilleur FC, waardoor de club een nieuw onderkomen moest zoeken. De club kocht een stuk land op een heuvel nabij het dorpje Saint-Nicolas. In 1959 startten de werkzaamheden van de bouw van het nieuwe stadion. Een gedeelte van de heuvel werd uitgegraven en zou plaats bieden aan het veld, een ander gedeelte van de heuvel zou als basis bieden voor de tribunes. In 1960 werd het stadion officieel in gebruik genomen.
Het stadion was tot 1995 thuisbasis van Tilleur FC. Na een fusie met RFC de Liège werd Buraufosse de thuisbasis van RFC de Liège. RFC de Liège was enkele maanden daarvoor haar thuisbasis Stade de Rocourt moeten verlaten, dat plaats maakte voor nieuwbouw. Met Buraufosse had de club een nieuw stadion. RFC de Liège verliet het stadion in 2005, om in het Pairaystadion te gaan spelen. In 2008 had RFC de Liège weer geen beschikking tot een stadion en wilde het weer op Buraufosse spelen. Aangezien het stadion niet meer voldeed aan de strenge veiligheidseisen, zou een aanzienlijke investering door RFC de Liège gedaan moeten worden. De club besloot hiervan af te zien en weer te gaan spelen in het Pairaystadion. Vanaf 2003 was het Buraufossestadion de thuisbasis van RFC Tilleur-Saint-Gilles en later van de nieuwe fusieclub FC Tilleur.